# ارمس (رودخانه)
اِرمس (به زبان انگلیسی: Erms) رودخانه‌ای در رشته کوه آلپ سوابی در ایالت بادن-وورتمبرگ کشور آلمان است. این رودخانه به رود نکار می‌ریزد.